# Paulo Rangel
Paulo Artur dos Santos Castro de Campos Rangel, né le 18 février 1968 à Vila Nova de Gaia, est un juriste et homme politique portugais, membre du Parti social-démocrate. De 2009 à 2024, il est député européen. Le 2 avril 2024, il est nommé ministre des Affaires étrangères au sein du gouvernement de Luís Montenegro.